# Gangs of Wasseypur - Part 2
Gangs of Wasseypur – Part 2 (गैंग्स ऑफ वासेपुर – भाग 2) és una pel·lícula èpica de comèdia negra del 2012 en hindi coescrita, produïda i dirigida per Anurag Kashyap. És la segona part de la pel·lícula Gangs of Wasseypur, centrada en la màfia del carbó de Dhanbad, i les lluites de poder, la política i la venjança subjacents entre tres famílies criminals des de 1941 fins a mitjans dels anys noranta. Part 2 és protagonitzada per Nawazuddin Siddiqui, Manoj Bajpayee, Richa Chadda, Huma Qureshi, Reema Sen, Piyush Mishra, Pankaj Tripathi, Zeishan Quadri, Rajkumar Rao i Tigmanshu Dhulia en els papers principals. La seva història abasta des dels anys 90 fins al 2009.
Ambdues parts es van rodar originalment com una pel·lícula individual de 319 minuts i es van projectar a la Quinzena dels Cineastes de Canes de 2012 però com que cap cinema indi projectaria una pel·lícula de cinc hores més, es va dividir en dues parts (160 minuts i 159 minuts respectivament) per al mercat indi.
La pel·lícula va rebre una certificació "Només per a adults" de la Indian Censor Board, però encara és inusualment explícita per als estàndards indis, ja que contenia llenguatge vulgar i violència generalment suprimida a les pel·lícules índies convencionals. La banda sonora de la pel·lícula està molt influenciada per les cançons populars tradicionals de l'Índia que tendeixen a ser filosòfiques i liberals amb el seu gran ús d'insinucions sexuals.
La Part 2 es va publicar el 8 d'agost de 2012 a l'Índia i va tenir algunes visualitzacions prèvies de pagament el 7 d'agost de 2012.
Ambdues parts de la pel·lícula van ser aclamades per la crítica després de l'estrena. La pel·lícula combinada va guanyar el premi a la Millor Audiografia, regravació de la pista mixta final (Alok De, Sinoy Joseph i Shreejesh Nair) i la Menció especial per la interpretació (Nawazuddin Siddiqui) als 60ns National Film Awards. La pel·lícula va guanyar quatre Filmfare Awards, inclòs el de Millor pel·lícula (Critics) i el de Millor actriu (crítics), als 58ns Filmfare Awards. La pel·lícula individual va ser fracàs declarat a taquilla. Tot i que no és un gran èxit per qualsevol estàndard financer, l'escàs pressupost combinat de ₹ 18,5 crore va permetre les dues pel·lícules tenir un èxit comercial acumulat, amb uns ingressos nets nacionals de 50,81 milions de ₹ (de les 2 parts combinades). És considerat per molts com una pel·lícula de culte moderna.
Aquesta és una segona part i darrera pel·lícula de la sèrie Gangs of Wasseypur.

## Repartiment
- Nawazuddin Siddiqui com Faizal Khan
- Manoj Bajpayee com a Sardar Khan (aparició de cameo)
- Richa Chadda com a Nagma Khatoon: la primera vídua de Sardar; mare de Danish, Faizal i Perpendicular; la sogra de Shama i Mohsina; L'àvia de Feroz.
- Huma Qureshi com a Mohsina Hamid: la dona de Faizal; la mare de Feroz; la nora de Sardar i Nagma; Danès, Perpendicular, cunyada de Shama
- Reema Sen com a Durga 'Bangalan' Khan: la segona vídua de Sardar; la mare de Definite; Danesa, Faizal, madrastra de Perpendicular.
- Sanjay Singh com a Fazlu (amic de Faizal)
- Anurita Jha com a Shama Parveen: cosina del sultà; la dona del danès; La nora de Sardar i Nagma.
- Piyush Mishra com a Nasir Ahmed
- Jameel Khan com Asgar Khan
- Vineet Kumar Singh com a Khan danès
- Pankaj Tripathi com a sultà Qureshi
- Satyakam Anand com a JP Singh
- Murari Kumar com a Guddu
- Gaurav Sharma com Iqlakh
- Faisal Malik com a inspector Gopal Singh
- Sankalp Acharekar com a Tangent
- Rajkumar Rao com a Shamshad Alam
- Mukesh Chhabra com a Nawab (company de Shamshad)
- Zeishan Quadri com a Khan definit: fill de Sardar i Durga; El germà de Danish, Faizal i Perpendicular
- Aditya Kumar com Babua "Perpendicular" Khan
- Tigmanshu Dhulia com a Ramadhir Singh
- Yashpal Sharma com a cantant ocasional (aspecte convidat)
- Ishtiyaq Anas (Akram Ishtiyaq) com a membre de la banda Munna Sultan
- Pramod Pathak com a Badoor Qureshi
- Vasan Bala com a professor d'escola a Song Bahut Khoob

## Producció

### Desenvolupament
Anurag Kashyap feia temps que volia fer una pel·lícula ambientada a Bihar amb el nom 'Bihar', però el projecte no va enlairar. El 2008, va conèixer Zeishan Quadri, escriptor de GANGS que li va explicar la història de Wasseypur. La il·legalitat de Dhanbhad i Wasseypur va capturar la seva imaginació. Zeishan va narrar una àmplia panoplia d'històries, però el que el va atreure realment no va ser la guerra de bandes en si, sinó la història més gran de l'aparició de la màfia. Segons Kashyap, explicar la història a través dels ulls d'unes quantes famílies és el que li interessava, però això també significava un real més llarg. "Tots sabem que la màfia existeix, però què fan, com operen, per què ho fan no ho sabem i això és una cosa que és la base de la pel·lícula". Anurag Kashyap va celebrar l'èxit de Gangs of Wasseypur - Part 2, organitzant una festa iftaar en un hotel suburbà de Bandra a Mumbai el divendres, 17 d'agost, al vespre.

### Rodatge
Mentre rodava a Varanasi el 23 de desembre de 2010, l'assistent de direcció en cap de la pel·lícula, Sohil Shah, va morir en una presa mentre feia una escena d'acrobàcies. La pel·lícula ha estat dedicada a Sohil Shah. Les parts inicials de la pel·lícula es van rodar a Madhankhorchi, Kerala.
La pel·lícula va acabar la producció a finals de març de 2011, i Anurag Kashyap va passar a dirigir la seva següent pel·lícula immediatament a causa de l'accident. Les parts principals de la pel·lícula es van rodar a pobles propers a Bihar. El rodatge de la pel·lícula també va tenir lloc a Chunar. Anurag Kashyap, , que va coproduir la pel·lícula amb Sunil Bohra, ha dit que és la seva pel·lícula més cara i s'ha informat que va haver de gastar 150 milions ₹ per pagar als actors. Les dues parts de "Gangs of Wasseypur" juntes costaren només 184 milions ₹ de fer, la qual cosa fa una pel·lícula a 92 milions ₹. Anurag Kashyap, el director de cinema ha declarat a Twitter: "45 milions de dòlars, tal com s'informa als mitjans de comunicació, és fals". Es van gastar 260 milions ₹ en comercialitzar la pel·lícula.

## Recepció

### Resposta crítica
Índia
Gangs of Wasseypur - Part 2 va rebre crítiques majoritàriament positives.
Mayank Shekhar va puntuar la pel·lícula amb 4/5 estrelles a Dainik Bhaskar i la seva ressenya a theW14.com diu: "Aquest és l'equivalent a l'Índia; trieu, Once Upon A Time in America (1984), de Sergio Leone, o Once Upon A Time in Mexico (2003) de Robert Rodriguez, tot i que suposo que podria ser millor que ambdues coses. És el "litti western" definitiu per agafar prestada la frase "spaghetti western" per a la pel·lícula de Leone. Amb 320 minuts dividits en dues parts, permet a Kashyap l'abast d'autocomplaer-se seriosament i entretenir-se sense vergonya. La raó per la qual prefereixes aquesta seqüela a la primera entrega, a més de ser més contemporània, és que aquí és on el principi lliga amb el final. Tens una idea completa de les ambicions de la pel·lícula."
Jaykumar Shah de Planet Bollywood va donar a la pel·lícula 8,5/10 estrelles, dient que "En conjunt, aquesta és la millor pel·lícula que ha sortit de l'Índia aquest any fins ara. És una pel·lícula dura, amb un bon ritme i molt ben actuada, definidora de gènere, que trenca el camí a l’obra d'art La pel·lícula no és per a aquells que no se senten còmodes amb la representació gràfica de la violència. Si pots digerir la violència a la pantalla, hi guanyaràs segur."
Taran Adarsh de Bollywood Hungama va donar a la pel·lícula 4/5 estrelles, dient que "En general, Gangs of Wasseypur - Part 2 és un espectacle Anurag Kashyap tot i sense cap dubte, es pot enumerar fàcilment com una de les seves obres cabdals. Una pel·lícula atractiva amb diversos moments de bravura. Mireu-lo per la seva absoluta brillantor cinematogràfica!"
Saibal Chatterjee de NDTV va donar a la pel·lícula 4/5 estrelles, afirmant que "La venjança, filmada amb un ritme operístic a lentitud, és més sagnant que qualsevol cosa que haguéssiu vist abans. Però si us agradava Gangs of Wasseypur , no hi ha cap raó per no tenir una altra explosió mirant Gangs of Wasseypur – Part 2. Però tingueu en compte: assegureu-vos que el vostre estómac suporti la sang i fetge."
Blessy Chettiar de DNA India va donar a la pel·lícula 4/5 estrelles, comentant que "Les armes parlen allà on falla el llenguatge abusiu. La paciència i una veritable kaleja et portaran a través d'aquesta festa de sang trepidant i estimulant. Kashyap s'assegura que el gore està més enllà de la redempció. Si n’estàs desactivat, no és culpa seva."
Madhureeta Mukherjee de The Times of India va donar a la pel·lícula 4/5 estrelles, dient que "Amb unes excel·lents actuacions, un guió que llig molt bé (Zeishan Quadri, Akhilesh, Sachin Ladia, Anurag Kashyap), una història de venjança que toca un Crescendo dramàtic i música que es reprodueix perfectament en sincronia amb els girs tràgics del conte: 'GOW II' és un rellotge interessant, per als de cor valent, la pel·lícula s'alenteix de vegades (amb pistoles inútils, hordes de personatges i subtrames malgastades); la durada s'ha de baixar desesperadament, però, en cas contrari, és una venjança: se serveix freda (amb el cor) i definitivament val la pena una "segona" ajuda."
Ananya Bhattacharya de Zee News va donar a la pel·lícula 4/5 estrelles, i va concloure que "Mentre mireu 'Wasseypur', tota la pel·lícula us treu la vida! Gangs of Wasseypur 2 és una pel·lícula que, amb la seva predecessora, és aquella que ha arribat per quedar-se, per trencar concepcions, per enderrocar estructures. Amb la història de Wasseypur, 'Wasseypur' ha creat una altra història".
Raja Sen de Rediff va donar a la pel·lícula 3,5/5 estrelles, afirmant que "Anurag Kashyap brilla una vegada més a la part final de Gangs of Wasseypur tot i que la pel·lícula és una mica massa llarga. Malgrat tota la seva bogeria. – i el fet que s'hagués pogut retallar fàcilment una hora de la seva durada – Gangs of Wasseypur II proporciona prou records cinematogràfics com per durar-nos l'estiu."
Internacional
La crítica internacional ha donat crítiques favorables a Gangs of Wasseypur, la primera pel·lícula popular de Bollywood seleccionada per a la Quinzena de Cineastes, després de la seva estrena mundial al 65è Festival de Canes. Gangs of Wasseypur es va estrenar al 65è Festival Internacional de Cinema de Canes la nit del 22 de maig de 2012 com la pel·lícula índia més esperada. Deborah Young de The Hollywood Reporter va qualificar la pel·lícula com "un viatge extraordinari per l'espectacular i exagerada realització cinematogràfica de Bollywood".
Kashyap, la reputació del qual com a guionista i director controvertit arriba a la culminació en aquesta pel·lícula, és el veritable padrí entre bastidors, no perd mai el control de la narració d'històries ni de centenars d'actors, i permet diversions iròniques a la segona part que confirma el seu domini sobre el material extens. Amb l'esperit de Bollywood, la lent de Rajiv Ravi és ràpida, amb una càmera en moviment constant que sempre sembla estar en el lloc adequat per capturar l'acció. En referència a la violència i el ritme de la pel·lícula, ella diu: "Gangs of Wasseypur posa Tarantino en un racó amb el seu genial domini de la violència d'inspiració cinematogràfica i de referència, personatges irònics i ritme sense alè".
Maggie Lee de Variety nota que Kashyap mai deixa que les seves diverses influències dels clàssics de la màfia italoamericana de la vella escola a la Coppola, Scorsese i Leone, així com el thriller de crim "Animal Kingdom" de David Michod, anul·lin el color indi diferent. Anomenant la pel·lícula "el fill amorós de Bollywood i Hollywood", va sentir que la pel·lícula era "poèticament polveritzant i poètica en la seva representació de la violència".
Lee Marshall, de Screen International, escriu "el guió alterna de manera atractiva entre escenes de violència de vegades estressant i moments de comèdia domèstica, fetes més saboroses per línies de diàlegs dures com "a Wasseypur fins i tot els coloms volen amb una sola ala, perquè necessiten que l'altre els cobreixi el cul". Descriu la lletra de les cançons "com si la tractés un cor grec de punks de carrer" comentant sarcàsticament el que està passant a la pantalla.

### Taquilla
Gangs of Wasseypur – Part 2 va recaptar 15,44 milions de ₹ el primer cap de setmana i 17,80 milions de ₹ al final de la primera setmana. La pel·lícula va acabar amb una col·lecció total de 22,04 milions de ₹.